# Neues Schloß (Hainburg an der Donau)

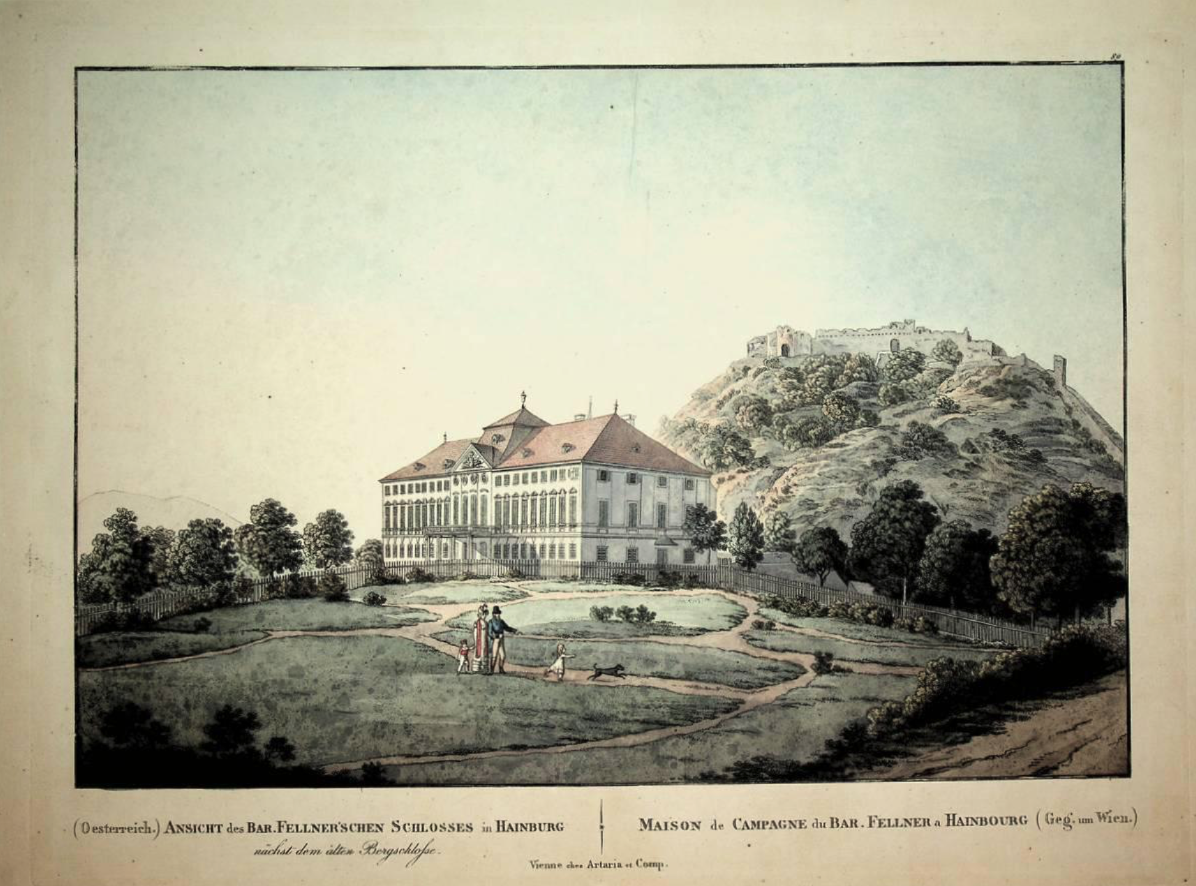
Kolorierte Radierung des Schlosses (ca. 1820)

Das Neue Schloß war ein Rokokobau in der niederösterreichischen Stadt Hainburg an der Donau. Es lag unterhalb der Ruine der mittelalterlichen Heimenburg und wurde 1766 unter dem damaligen Grundherren Philipp I. Batthyány fertig gestellt. Das 1852 an das Ärar verkaufte Gebäude diente anschließend als Kadettenschule und Kaserne. Während des Zweiten Weltkrieges wurde es geplündert und zur Unterbringung sowjetischer Soldaten genutzt. Das beschädigte Hauptgebäude wurde 1966 gesprengt, seine instandgesetzten Nebengebäude wurden Teil der sogenannten Marc-Aurel-Kaserne, die 2006 geschlossen wurde. Ihre noch bestehenden Wirtschaftsgebäude und Toranlagen stehen unter Denkmalschutz (Listeneintrag). Auf dem Gelände soll ein Bildungscampus mit mehreren Bildungseinrichtungen entstehen.

## Lage und Beschreibung

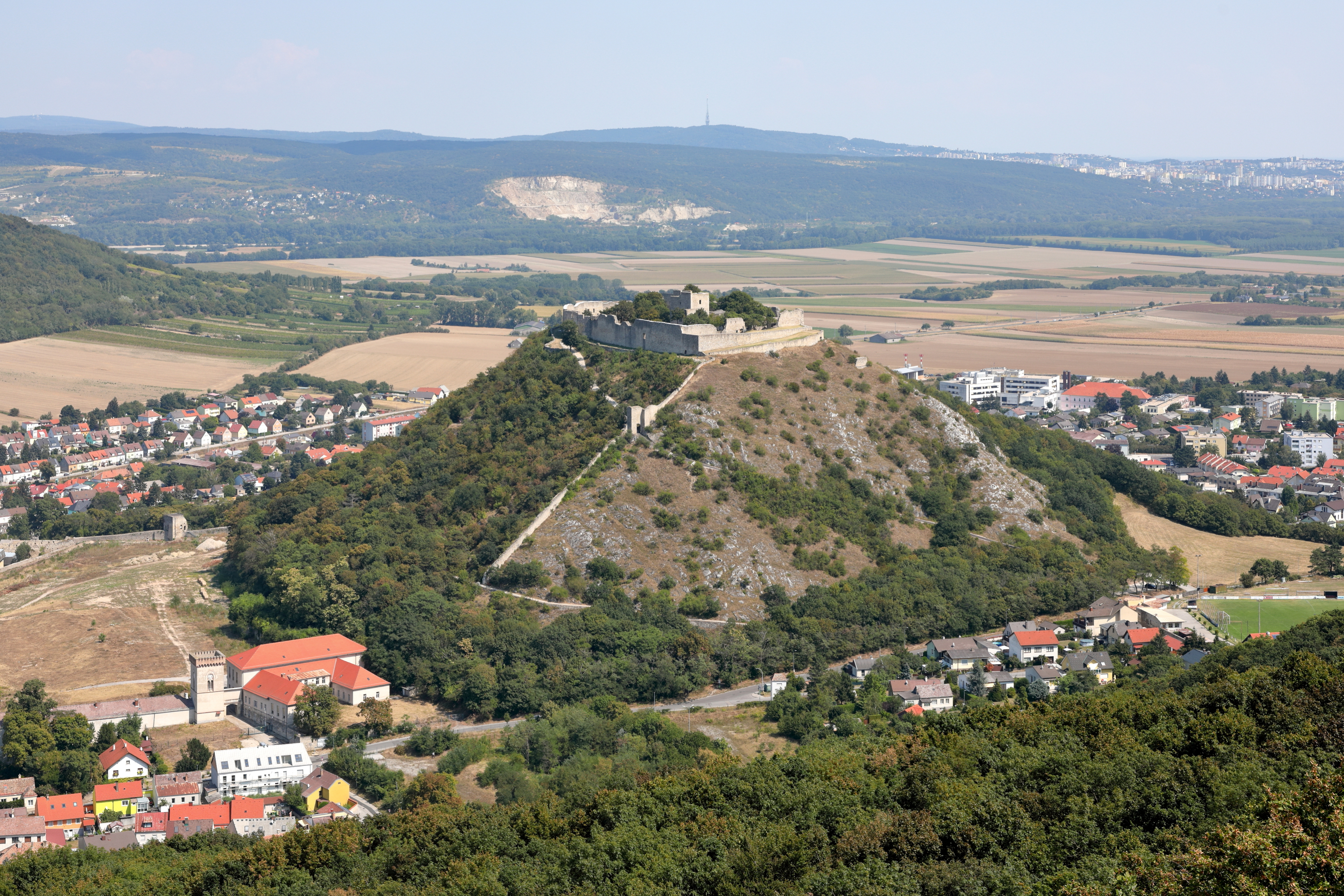
Die Heimenburg mit dem unbebauten ehemaligen Schlossgelände links

Das Schloss lag außerhalb der Stadtmauern im Südosten von Hainburg. Es stand im Zentrum einer Parkanlage mit Tiergarten, die sich über die Flächen an den nördlichen Abhängen des Schlossberges mit der Ruine der Heimenburg erstreckte. Seine Hauptfassade war zur Stadt hin ausgerichtet, mit dem Mittelrisaliten in der Achse der Freihausstraße und dem heutigen Alten Kasernentor, das gleichzeitig als Haupttor des Schlosses diente. Es war trotz seiner Lage vor den Stadtmauern selbst von den äußeren Befestigungsanlagen der Heimenburg umgeben. Diese verbanden die südwestliche Ecke der Stadtmauern im Bereich der heutigen Mittelschule sowie die südöstliche Ecke im Bereich des Halterturmes mit den Ringmauern der südwestlich der Stadt gelegenen Burg. Direkt an die östliche Verbindungsmauer grenzt eine ca. 3 ha große unbebaute Grünfläche, die ursprünglich Teil des Tiergartens der Schlossanlage war, und später als Exerzierplatz der Kaserne genutzt wurde. Insgesamt war die Anlage ursprünglich von einer rund 8 ha großen Parkanlage umgeben.
Der Schlossbau bestand aus einem zweigeschoßigen Gebäude mit Mansarddach. Seine nach Nordwesten ausgerichtete Hauptfassade hatte 22 Fensterachsen, und einen vierachsigen Mittelrisaliten mit Giebelfront, der mit Figurenbildschmuck versehen war. Dem Risaliten war im zweiten Geschoß eine Terrasse auf vier gemauerten Säulen vorgebaut, die zusätzlich als Vordach für das im ersten Geschoß liegende Hauptportal des Gebäudes diente. Die nach Südwesten und Nordosten ausgerichteten Schmalseiten des Baus hatten je vier Fensterachsen. Die Fassade des Schlosses verfügte über eine Pilaster- und Lisenengliederung, seine Fenster waren mit Faschen versehen, und zwischen erstem und zweitem Geschoß verlief ein Gesimsband.

## Geschichte

### Möglicher Vorgängerbau
An der Stelle, an der später das Neue Schloß errichtet werden sollte, stand möglicherweise zuvor eine schlossartige Anlage aus der Zeit der Renaissance. Sie wurde vermutlich um 1554 unter dem damaligen Pächter von Burg und Herrschaft Hainburg, Elias von Rottwitz, errichtet. Es ist allerdings umstritten ob sich dieser Renaissancebau im Innenhof der Heimenburg befand, oder ob er bereits unterhalb des Burgberges im Bereich des Neuen Schloßes lag. Der Bau aus dem 16. Jahrhundert dürfte allerdings bereits vor der schrittweisen Zerstörung der Burganlage bestanden haben. Zu ersten, schweren Beschädigungen an der Heimenburg kam es nämlich erst 1569 durch eine Pulverexplosion im Südwest-Turm.

### Errichtung und Blütezeit

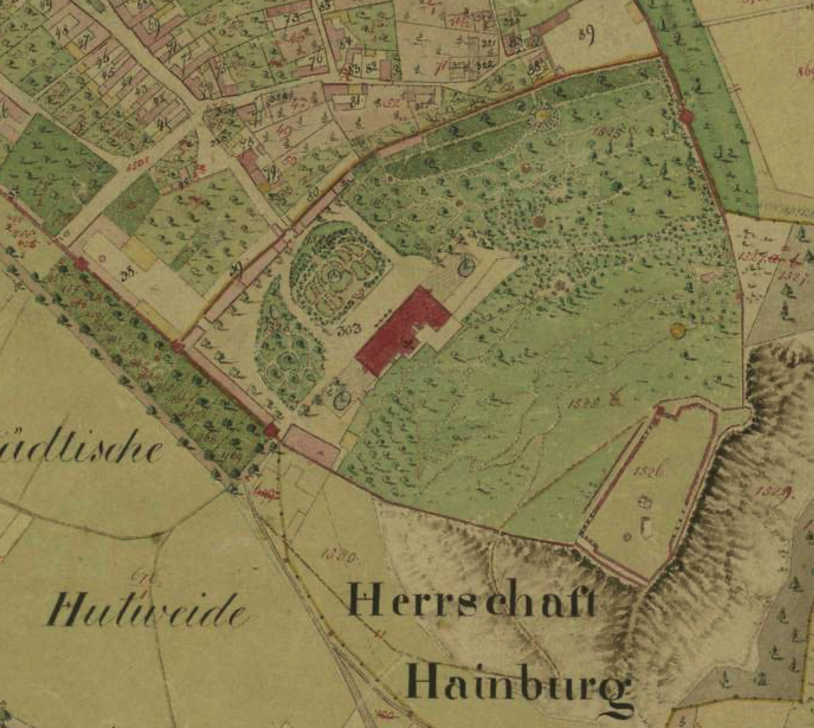
Das Schlossareal auf einem Ausschnitt aus dem Franziszeischen Kataster

Nachdem Burg und Herrschaft Hainburg nach einigen Eigentümerwechseln 1756 oder 1757 von Gabriel Graf Bethlen erworben wurden, ließ dieser kurz danach mit dem Bau des neuen Rokokoschlosses beginnen. Bethlen übertrug Schloss und Herrschaft während des Baus an seine Gattin, die sie 1767 oder 1768 wiederum an Philipp I. Graf Batthyány verkaufte. Warum es zur Veräußerung der noch in Bau befindlichen Anlage kam, ist nicht bekannt, man nimmt aber an, dass sich die Familie Bethlen mit der Errichtung finanziell übernommen haben dürfte. Während die Schlosskapelle 1762 noch unter den Bethlen eingeweiht wurde, erfolgte die Fertigstellung des Schlossbaus erst 1767 unter Graf Batthyány.
Philipp I. und seine Frau Barbara, geb. Freiin Perényi (1743–1795?) machten das Schloss zum gesellschaftlichen Zentrum für die nähere Umgebung. Sie stellten zur Unterhaltung eine eigene Theatergruppe an und ließen Theatervorstellungen, musikalische Darbietungen und Festbankette im Neuen Schloß abhalten. 1783 wurde die Anlage zusätzlich um einen Tiergarten im Schlosspark erweitert, für den Philipp seinen Neffen Ludwig II. im gleichen Jahr brieflich bat ihm „2 Stück Thiere und einen Hirschen“ aus dem Güssinger Tiergarten zu schicken.

### Häufige Eigentümerwechsel

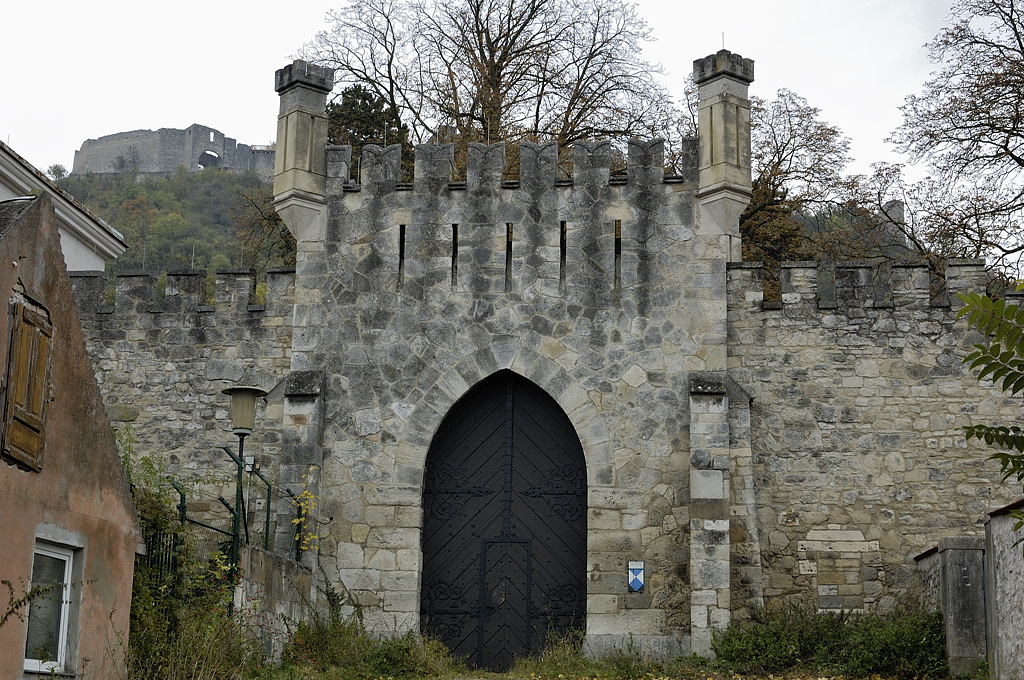
Das neugotische Alte Kasernentor der Anlage

Nach dem Tod des Grafen im Jahr 1795 gingen Schloss und Herrschaft nach familieninternen Erbschaftsstreitigkeiten zuerst an den Kardinal Josef Graf Batthyány  – den älteren der beiden noch lebenden Brüder von Philipp. Erst nach dessen Tod 1799 ging die Herrschaft in den Besitz von Anton II. Josef Graf Batthyány (1762–1828) über, den Philipp ursprünglich als Erben bestimmt gehabt hatte. 1801 oder 1803 ließ Anton den Besitz aber aufgrund finanzieller Schwierigkeiten versteigern. Der Käufer war sein Vater Theodor I., ein weiterer Bruder des ursprünglichen Besitzers Philipp I. Batthyány. Bereits kurze Zeit nach der Ersteigerung verkaufte Theodor den Besitz an den damaligen Bürgermeister Hainburgs, Claudius Diem. Dieser veräußerte sie später wiederum an Josef Freiherr von Dietrich, der Herrschaft und Schloss 1852 schließlich an das Ärar verkaufte. Der Staat ließ die Anlage im neugotischen Stil umgestalten und erweitern. Das Schloss wurde dabei sehr stark verändert, sodass nur eine Nebentreppe im Schloss und eine Freitreppe im Park baulich im Original erhalten blieben.

### Militärische Nutzung
Das Militär ließ auf dem Gelände eine Kadettenschule einrichten, in der ab 1854 insgesamt 200 Schüler im Alter von 11 bis 14 Jahren als Pioniernachwuchs ausgebildet wurden. Im Zuge des Ausgleiches mit Ungarn im Jahr 1867 wurde das Institut geschlossen, und erst 1868 in Form einer in Tulln und Hainburg dislozierten Offiziersaspirantenschule wiedereröffnet. Ein Jahr später erfolgte die Rückumbenennung in „Pionierkadettenschule“, 1913 eine Angliederung an die k.u.k. technische Militärakademie Mödling – der heutigen HTL Mödling. Nach dem Zusammenbruch der k.u.k.-Monarchie wurde die Schule 1918 geschlossen. Im Jahr 1919 zogen erst Soldaten des Volkswehrbataillons ein, und 1920 schließlich das III. Bataillon des Niederösterreichischen Infanterie-Regiments Nr. 1 des neu formierten Österreichischen Bundesheers. Die Deutsche Wehrmacht plante in der damaligen Schlosskaserne ab 1941 eine Reichsdirigentenschule unterzubringen, wozu es aufgrund des Kriegsverlaufes aber nicht mehr kam.

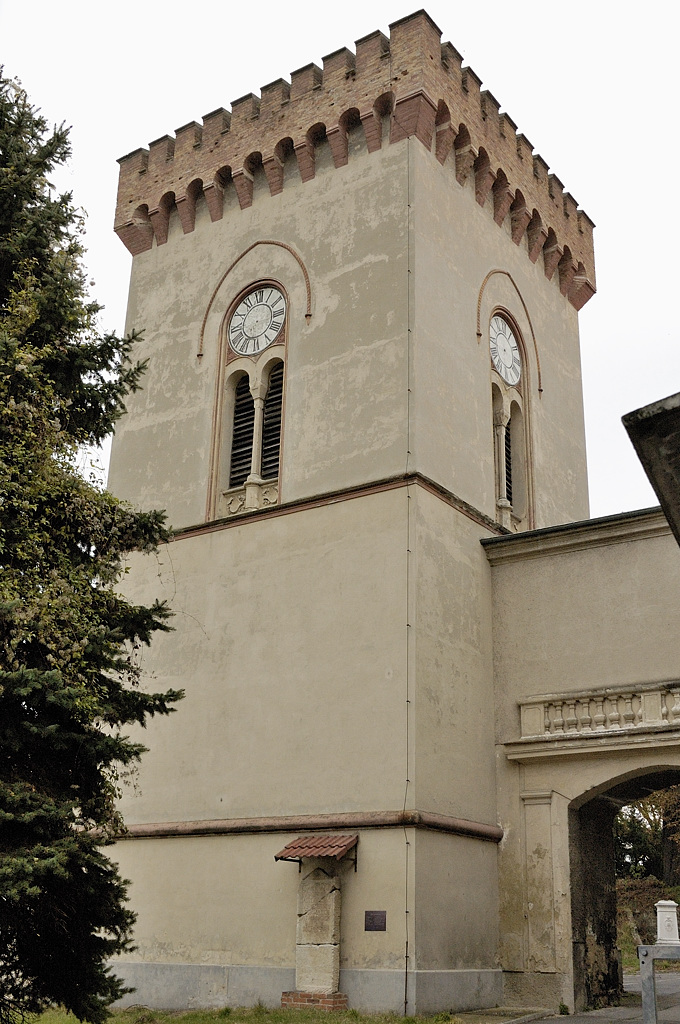
Der Uhrturm mit dem Torbogen zum ehemaligen Wirtschaftsgebäude

Schloss und Schlosskapelle wurden nach dem Ende des Zweiten Weltkrieges von Einheimischen geplündert. Zu weiteren Beschädigungen kam es durch sowjetische Besatzungssoldaten, die in der Kaserne stationiert waren. Der Zustand der Anlage war derart desolat, dass die 1955 in der Kaserne stationierten Truppen des Bundesheeres in Zeltlagern untergebracht werden mussten. Aufgrund möglicher hoher Sanierungs- und Wiederherstellungskosten wurde das Hauptgebäude 1966 gesprengt, und nur die ehemaligen Nebengebäude ab 1967 instandgesetzt. Die als „Marc Aurel-Kaserne“ wieder in Betrieb genommene Kaserne wurde bis 2006 genutzt. Sie gehörte zu jenen Kleingarnisonen, die auf Vorschlag der Bundesheerreformkommission des Jahres 2010 vom Verteidigungsministerium geschlossen wurden.

## Aktueller Zustand
Auf dem Gelände wurde der Großteil der noch vorhandenen Gebäude abgerissen. Lediglich die Außenmauern der Anlage mitsamt der direkt an die beiden Tore angrenzenden Nebengebäude sind noch vorhanden: Das Alte Kasernentor am Ende der Freiungstraße, der Uhrturm und das angrenzende Tor samt Wirtschafts- und Mannschaftsgebäude an der Zufahrt von der Hummelstraße, sowie ein Turm an der Nordostmauer. Ebenfalls erhalten ist das Kaiser-Franz-Josef-Denkmal gegenüber des Uhrturmes. Diese noch bestehenden Bauteile und Anlagen stehen unter Denkmalschutz (Listeneintrag).
Aktuellen Planungen (Stand 2024) zufolge soll auf dem Areal ein Bildungscampus mit 80.000 m² Nutzfläche errichtet werden. Geplant ist die Errichtung eines öffentlichen Landeskindergartens, einer privaten zweisprachigen Volksschule, eines öffentlichen Gymnasiums, sowie von Fachhochschulen mit dem Schwerpunkt Biotechnologie.